# ستوديا إسلاميكا (مجلة إندونيسية)
ستوديا إسلاميكا هي مجلة إندونيسية تعني بالدراسات الإسلامية.
تنشرها الجامعة الإندنوسية الإسلامية الحكومية وتصدر منذ عام 1994 م. رئيس تحريرها هو أزيوماردي أزرا. وتنشر المجلة أبحاثها باللغات العربية والإنكليزية مع ملخصات باللغة الإندونيسية.